# Laurel Park
Laurel Park est une ville américaine située dans le comté de Henderson dans l'État de Caroline du Nord. En 2010, sa population était de 2 180 habitants.

## Démographie
| 1930 | 1940 | 1950 | 1960 | 1970 | 1980 |
| ---- | ---- | ---- | ---- | ---- | ---- |
| 127  | 171  | 302  | 421  | 581  | 764  |

| 1990  | 2000  | 2010  | - | - | - |
| ----- | ----- | ----- | - | - | - |
| 1 322 | 1 835 | 2 180 | - | - | - |

## Source de la traduction
- (en) Cet article est partiellement ou en totalité issu de l’article de Wikipédia en anglais intitulé « Laurel Park, North Carolina » (voir la liste des auteurs).